# François Baron-Renouard
François Baron-Renouard (Vitré, 19 april 1918 — Parijs, 1 augustus 2009) was een Franse kunstschilder.

## Biografie
Hij studeerde af aan de Nationale School voor Decoratieve Kunsten in Parijs en exposeerde voor het eerst op de Salon des Moins in 1947. Vanaf de jaren zestig werkte Baron-Renouard verder op het gebied van monumentale kunst met het vervaardigen van glas-in-loodramen, mozaïeken en wandtapijten.
Zijn schilderijen zijn internationaal tentoongesteld in onder meer Japan, de Verenigde Staten en Bulgarije.

## Onderscheidingen
- Prijs van de stad Venetië (1948)
- Nationale reisbeursprijs (1950)
- Tweejaarlijkse prijs van Menton (1957)
- Internationale Oscar voor schilderkunst, Cagnes-sur-Mer (1972)
- Gouden medaille, stad Courbevoie (1979)
- Zilveren medaille van de Vereniging tot Aanmoediging van Kunst en Industrie (1979)
- Vermeilkruis voor Franse verdienste en toewijding (2000)
- Béja-prijs van de Taylor-stichting (2006)